# 富田たかし
富田 隆（とみた たかし 1949年4月2日 - ）は、日本の心理学者。駒沢女子大学教授。所属事務所は浅井企画。血液型B型。東京都出身。
上智大学大学院当時の専門は「認知心理学」（人間の心を情報処理系として研究）。現在は研究領域を拡げ、「恋愛」「性」「コミュニケーション」「人間関係」「うわさ」「流行」「夢」「超常現象」「文化現象」と、あらゆる人間の精神活動に対して分析している。

## 略歴
- 港区立青山小学校を経て、
- 1968年 麻布高等学校卒業
- 1972年 上智大学文学部教育学科卒業
- 1974年 上智大学大学院文学研究科心理学専攻修士課程修了
- 1977年
  - 上智大学大学院文学研究科心理学専攻博士課程修了
  - 白百合女子大学文学部専任講師
- 1982年 白百合女子大学文学部助教授（心理学担当）
- 1995年
  - 白百合女子大学 退職
  - 富田心理学研究所 設立
- 1999年 駒沢女子大学人文学部教授

## 活動
「ココロジー」ブームの火つけ役として、楽しく自己分析をするための「心理ゲーム」を数多く作成、提供している。さらに専門の認知心理学を基軸に、人間関係相談、企業経営相談、教育評論、芸術批評、映画解説、舞台脚本などの分野で執筆し、テレビ、ラジオ、雑誌、新聞、CD、舞台、SNS等、さまざまなメディアで意欲的に活動している。
元オーボエ奏者の宮本文昭とは小学校時代からの友人で、トークショーなどで共演している。

## 出演番組

### テレビ
- 天才てれびくんMAX（NHK教育テレビN）
- NHK高校講座・社会と情報（NHK教育テレビジョン／Eテレ）
- 仮説コレクターZ（NHK BSプレミアム）
- 情報7days ニュースキャスター (TBS)
- ビビット (TBS)
- モノシリーのとっておき〜すんごい人がやってくる!〜（フジテレビ）
- 直撃LIVE グッディ!（フジテレビ）
- もろもろのハナシ（フジテレビ）
- クイズ!ヘキサゴン（フジテレビ）
- 笑っていいとも!（フジテレビ）
- HEY!HEY!HEY! MUSIC CHAMP（フジテレビ）
- 堂本兄弟（フジテレビ）
- FNNスーパーニュース（フジテレビ）
- ネプリーグ（フジテレビ）
- 修造学園〜学校では教えてくれない授業〜（テレビ朝日）
- モーニングバード!（テレビ朝日）
- 美女たちの日曜日（テレビ朝日）
- スーパーJチャンネル（テレビ朝日）
- ちちんぷいぷい（毎日放送）
- 題名のない音楽会（テレビ朝日）
- タモリ倶楽部（テレビ朝日）
- ニュースステーション（テレビ朝日）
- スーパーモーニング（テレビ朝日）
- 日曜洋画劇場（テレビ朝日）
- 出没!アド街ック天国（テレビ東京）
- OH!エルくらぶ（テレビ朝日）
- 5時に夢中!（2005年4月22日、TOKYO MX）（番組放送第1回目のゲスト）
- クイズ日本人の質問（NHK総合）
- 新トーキョー人の選択（NHK総合）
- ハートにジャストミート（日本テレビ）
- となりのココロ（フジテレビ）
- 潜在能力テスト（2023年9月12日、フジテレビ）（最終回。日常危機回避力テスト解説者）

### ラジオ
- 気ままにクラシック（NHK-FM放送）
- 生島ヒロシのおはよう一直線（TBSラジオ）
- テリー伊藤のってけラジオ（ニッポン放送）
- 立花裕人のMORNING FREEWAY (TOKYO FM)
- BOOM TOWN（心理テストコーナー監修）(J-WAVE)
- エンターテイメントエクスプレス (J-WAVE)
- CLASSY CAFE (J-WAVE)
- GREEN JACKET（2008年4月～2010年3月）(Inter FM897)
- NACK WITH YOU（2007年4月～2008年3月）(NACK5)
- NACK AFTER5（2008年4月～2009年3月）(NACK5)
- 富田隆の心理学講座（1997年～2003年）(JFN)
- 富田隆セピア色の瞬間（～2003年3月）（エフエム世田谷）
- FUTURESCAPE（2014年2月）(FM yokohama)
- サタモニ・フリーウェイ（2005年10月～2007年3月）（東海ラジオ）

## 著書
- 『性格の秘密がわかる本―自分を変える心理学』(大和書房、1995年) ISBN 978-447976072-6
- 『恋愛偏差値』※リニューアル発売（世界文化社、2002年）ASIN B01KH4BWN2
- 『「外見・しぐさ」で相手の心理を読む技術』（永岡書店、2002年）ISBN 978-452247523-2
- 『心に効くクラシック』（山本一太 (音楽ライター) 共著、NHK出版、2002年）ISBN 978-414088019-7
- 『ディズニーランド深層心理研究－人をとりこにする秘密－』（こう書房、2004年）ISBN 978-476960821-9
- 『「ハナシ上手」になる心理術』（角川oneﾃｰﾏ21、2004年）ASIN B00LBPGEKS
- 『詐欺の心理学 騙す側、騙される側のココロの法則』（KKベストセラーズ、2004年）ISBN 978-458412068-2

## 舞台
- 『Tomita World』（原作・脚本 劇団スプラッシュ 公演）
- 『Try to Remember』（1995年9月30日、10月1日／原宿ラフォーレシアター）
- 『LINKs』（1996年7月3～7日／築地ブディストホール）
- 『The Jumpling Shadow』（1997年3月11～16日／築地ブディストホール）
- 『ファントム』（1997年10月14～19日／築地ブディストホール）
- 『DREAMERS』（1998年8月7～9日／赤坂コミュニティぷらざ）